# Chachapoyas (peuple)
Pour les articles homonymes, voir Chachapoyas.

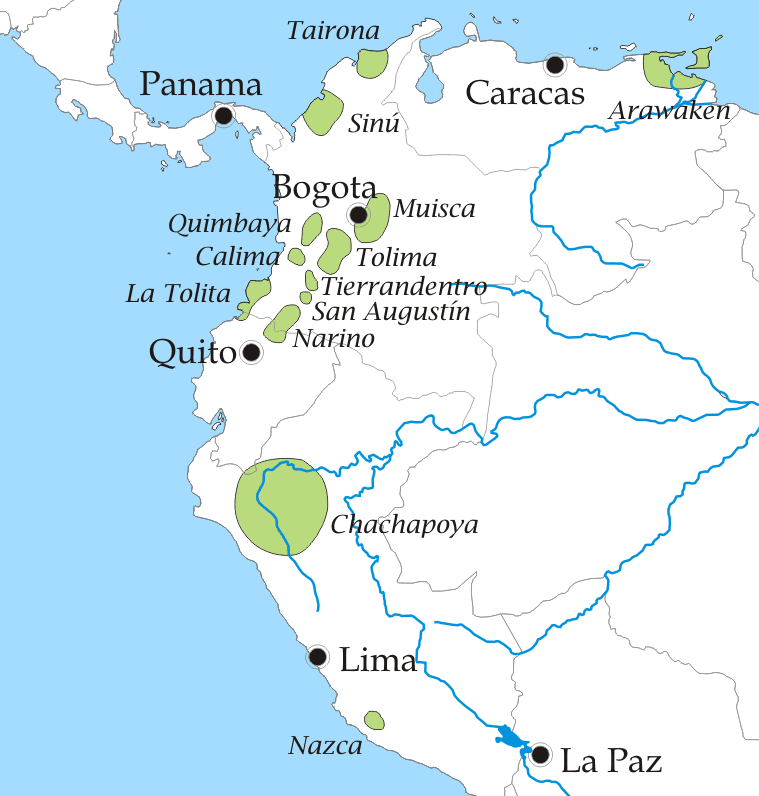
Cultures précolombiennes non inca.

Les Chachapoyas sont un peuple andin dont le nom signifie « guerriers des nuages ». Ils sont décrits par certains chroniqueurs espagnols (Inca Garcilaso de la Vega et surtout Pedro Cieza de León) comme « grands, blonds et blancs de peau ». Ils vécurent du IXe au XVe siècle sur un territoire de 65 000 km2 dans le Nord de l'actuel Pérou, à cheval sur les départements de San Martín et d'Amazonas.
Comme beaucoup de peuples conquis par les Incas, celui-ci est mal connu, car les principales sources à leur sujet sont celles qui nous sont parvenus à travers leurs conquérants les Incas et surtout les conquistadors espagnols. On trouve cependant de nombreux vestiges de leur civilisation à Gran Pajatén, Gran Vilaya, Gran Saposoa (en) ou au Lac des Condors. Mais la plus connue est sans doute la forteresse de Kuélap localisée à 3 000 m d'altitude.

## Origines
Selon l'hypothèse du chercheur amateur allemand Hans Giffhorn (de), les Chachapoyas du Pérou seraient des  descendants de Carthaginois et de Celtibères. Des Carthaginois se seraient enfuis sur leurs galères pour aller se réfugier en Amérique à la fin des guerres puniques. Alliés à des Celtibères des îles Baléares, ils auraient parcouru l'Amérique, débarqué au Brésil et fondé une colonie au Pérou,. Cette hypothèse est peu vraisemblable, se fondant uniquement sur des coïncidences culturelles selon le principe du cherry picking et construite sans aucune référence académique.
Une hypothèse plus probable suggère qu'ils seraient les descendants de peuples venus de la Cordillère des Andes, ayant changé leurs us et coutumes pour s'adapter à leur nouveau milieu.

## Conquête Inca
En 2004, des archéologues péruviens et américains ont mis au jour, dans la jungle amazonienne du Pérou, une importante métropole du peuple Chachapoyas, située à 2 800 m d'altitude au milieu d'une épaisse végétation, dans la région de Saposoa, et constituée de cinq citadelles qui auraient connu leur âge d'or aux VIIe et VIIIe siècles, donc bien avant les Incas.
Les Incas eurent du mal à soumettre les indiens Chachapoyas, qui ne furent finalement soumis et intégrés à l'empire qu'après plusieurs longues et difficiles campagnes, dont la dernière fut menée par l'Inca Tupac Yupanqui vers 1470 (voir guerre inca-chachapoya). Mais même après cette date, ils se rebellèrent souvent.
En 1532, l'Inca Atahualpa demanda à Francisco Pizarro, comme gage de sa bonne volonté, de l'aider à combattre les Chachapoyas, en révolte contre son autorité. Finalement les indiens Chachapoyas firent alliance avec les Espagnols.
En 1536, ils refusèrent de prendre part à la rébellion de Manco Capac II.

## Rites funéraires

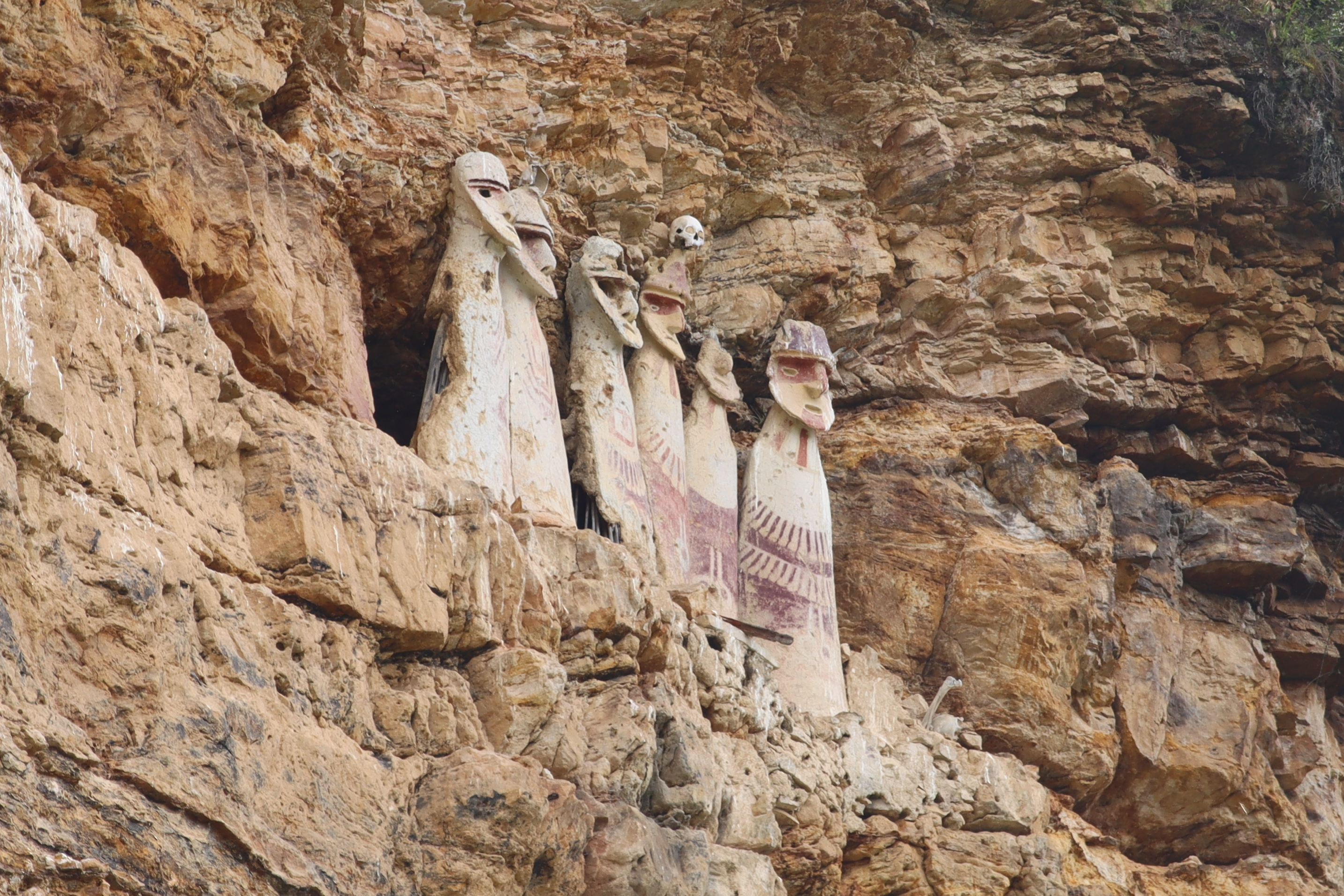
Sarcophages de Carajia

Les Chachapoyas pratiquaient, dans les périodes les plus récentes, l'embaumement des morts. Ils ôtaient les organes par le fondement du corps : soit par le vagin pour les femmes, soit par l'anus pour les hommes. L'orifice était ensuite bouché par un tampon de tissu enroulé.
Des boules de coton étaient placées entre les dents et les joues afin de leur conserver du volume. Les Chachapoyas en plaçaient aussi dans le nez.
La peau du visage était enduite d'onguents, ce qui donne aux visages des momies une coloration tannée.
Les corps étaient inhumés repliés en position quasi-fœtale. Les doigts étaient liés un à un ensemble, et attachés à la tête.

## Vestiges
On trouve des vestiges de leur civilisation dans le district du Levant, à Jalca par exemple, ou un édifice circulaire à Colla Cruz. Ils sont les bâtisseurs de la forteresse de Kuélap, à 3 000 m d'altitude. Parmi d'autres vestiges se trouvent les mausolées de Revash ou Usator, les sarcophages de Carajia, Chipuric, Petuen, Guan, y Ucaso ; le musée de Leimebamba en abrite.

### Filmographie
- Les momies du peuple des nuages, film documentaire de Amy Bucher et Larry Engel, Gédéon programmes, 1999, 52 min (inclus dans le DVD Le mystère des momies, ARTE France développement, Issy-les-Moulineaux, Gaumont Columbia tristar home vidéo, 2004)